# Jean-Pierre Boucret
Jean-Pierre Boucret, né le 21 mai 1764 à Paris, mort le 17 août 1820 à Orléans (Loiret), est un général de division de la Révolution française.

## Biographie
Il entre en service en 1782, comme simple soldat au régiment de Vivarais, puis en 1785, au régiment d'Orléans, jusqu'au 1er mai 1789. Le 12 mai 1793, il devient capitaine dans le 6e bataillon de volontaires de Paris. 
Il est fait général de brigade le 30 octobre 1793, puis général de division le 9 avril 1794 à l'armée de l'Ouest. En Vendée, il commande une des colonnes infernales. 
En juin 1795, il commande Belle-Île-en-Mer et repousse une sommation britannique lors de l'expédition de Quiberon. Le 14 janvier 1796, il commande la 16e division militaire, puis il sert à l'armée du Nord, avant d'être réformé le 3 mars 1797.
Le 13 mai 1800, il est nommé membre du conseil d'administration des hôpitaux militaires de l'armée d'Italie, et il est remis en congé de réforme le 23 septembre 1801.
Il meurt le 17 août 1820, à Orléans.

## Sources
- Pierre Jullien de Courcelles, Dictionnaire historique et biographique des généraux français : depuis le onzième siècle jusqu'en 1822, Tome 2, l’Auteur, 1823, 564 p. (lire en ligne), p. 467.
- Côte S.H.A.T.: 7 YD 187
- (pl) « Napoléon.org.pl »
- Docteur Robinet, Jean-François Eugène et J. Le Chapelain, Dictionnaire historique et biographique de la révolution et de l'empire, 1789-1815, volume 1, Librairie Historique de la révolution et de l’empire, 900 p. (lire en ligne), p. 242.